# Chubutiana nigripes
Chubutiana nigripes là một loài bướm đêm trong họ Noctuidae.